# Mario Laserna Pinzón
Pour les articles homonymes, voir Pinzón.
Mario Laserna Pinzón (21 août 1923 - 16 juillet 2013) est un enseignant et homme politique colombien né à Paris de parents colombiens. On attribue à Laserna Pinzón la fondation de l’université des Andes de Bogota, créée en 1948. Il a également été sénateur de Colombie et ambassadeur en France et en Autriche. Il est l'auteur de plusieurs livres. 

## Formation
Il est né à Paris, en France, le 21 août 1923 de parents colombiens, Francisco Laserna Bravo et Elena Pinzón Castillo, et a d'abord grandi en Colombie, où il a fréquenté l'Institut La Salle, puis de 1931 à 1932 dans le Queens à New York. Diplômé du Gimnasio Moderno en 1940, il étudie le droit pendant trois ans à l’université du Rosaire. Il change ensuite de carrière et se rend aux États-Unis. Il étudie à l'université Columbia où il termine ses études de premier cycle en mathématiques, physique et sciences humaines en 1948. Il part ensuite obtenir une maîtrise à l'université de Princeton et étudier l'allemand et la philosophie à l'université de Heidelberg en Allemagne. Il a ensuite obtenu un doctorat à l'université libre de Berlin. Pour son travail, il a reçu un doctorat honoris causa de l'université Brandeis. 

## Carrière
Mario Laserna Pinzón est très admiré dans son pays en tant qu’éducateur, homme politique et chercheur passionné de connaissances, avec de nombreux ouvrages et études à son actif. À la fin des années 1940 et au cours des années 1950, il a rencontré de nombreuses personnalités scientifiques, dont Albert Einstein, qu'il avait rencontré à Princeton, et Nicolás Gómez Dávila, son mentor,. 
En 1948, après avoir obtenu son diplôme de Colombie, il rentre en Colombie et se consacre à la création d'un établissement privé d'enseignement supérieur laïque à Bogota. Son rêve est devenu réalité le 16 novembre 1948, année de la fondation de l'université des Andes, institution dont il est recteur de 1953 à 1954 et qui est une institution inspirée du système d’enseignement des arts libéraux aux États-Unis. Il a également été recteur de l'université nationale de Colombie  de 1958 à 1960. 

### Politique
Compte tenu de son haut profil Laserna a été absorbé dans la politique par ceux qui voulaient présenter le monde avec l'un des meilleurs exemples de l'intelligence colombienne, et ainsi il a été l'ambassadeur colombien dans sa France natale (1976-1979) et en Autriche (1987 –1990), il a siégé au Sénat de Colombie et a été conseiller de Bogotá. 
Il travaillait en politique en tant que philosophe intéressé à apprendre le fonctionnement du gouvernement et du peuple qui l’avait conduit à se présenter comme sénateur représentant le parti libéral radical de l’Alliance démocratique M-19, alors même qu’il appartenait au parti conservateur colombien, il a dit qu'il avait rejoint le M-19 malgré sa position conservatrice parce qu'il « voulait savoir comment pensaient les gens qui se cachaient dans la montagne et qui étaient retournés à la vie civile. Aussi parce qu'ils avaient des racines bolivariennes » car il était lui-même un partisan du bolivarisme. 
En tant que sénateur, il a dû répondre à des accusations de collaboration avec le fugitif Roberto Soto Prieto, qui aurait volé 13,5  millions de dollars et avec lesquels Laserna avait des relations en Autriche par son travail d’ambassadeur, Soto Prieto était alors un réfugié présumé dans ce pays et par de prétendus accords commerciaux dans lesquels Soto était indirectement impliqué. À la demande du ministre colombien des Affaires étrangères, Noemí Sanín, les cinq derniers ambassadeurs en Autriche et tous les employés de l'ambassade ont été soumis à une enquête de l'inspecteur général et du procureur général de la Colombie, parmi lesquels Mario Laserna Pinzón. Laserna a par la suite été lavé de toutes les accusations relatives à l'affaire. 
En raison de son travail et de sa contribution au pays, le président Álvaro Uribe lui a décerné le titre de l'Ordre de Boyacá au rang de la Grande Croix, le plus grand honneur civil de la République de Colombie.

### Travaux
Mario Laserna était un lecteur et un écrivain très prolifique, ce qui l’a amené à écrire pour différents journaux et à devenir directeur de Revista Semana et du journal La República. Il est également l'auteur de nombreux ouvrages et essais sur l'histoire et le gouvernement de la Colombie, le développement du tiers monde et la philosophie. 

## Publications
- Mario Laserna Pinzón et Alberto Lleras Camargo, Misión y problema de la universidad [« Mission and Problem of the University »], Bogotá, Universidad de los Andes, 1955 (OCLC 24004078)
- Mario Laserna Pinzón, Estado fuerte o caudillo: el dilema colombiano [« Strong State or Leader: The Columbian Dilemma »], Bogotá, Ediciones Mito, 1961 (OCLC 1969093)
- (de) Mario Laserna Pinzón, Klassenlogik und formale Einteilung der Wissenschaft [« Class logic and Formal Classification in Science »], Berlin, E. Reuter-Gesellschaft, 1963 (OCLC 22468251)
- Mario Laserna Pinzón, Rousseau y la antinomia de la libertad de Loewenthal [« Rousseau and the Antinomy of the Liberty of Loewenthal »], Bogotá, 1965 (OCLC 54993021)
- Mario Laserna Pinzón, Estado, consenso, democracia y desarrollo [« State, Consensus, Democracy and Development »], Bogotá, Ediciones Tercer Mundo, 1966 (OCLC 3201311)
- Mario Laserna Pinzón, La revolución, ¿para qué? : y otros ensayos [« The Revolution, For What?: And Other Trials »], Bogotá, Ed. Revista Colombiana, 1966 (LCCN 66077255)
- Mario Laserna Pinzón, Individuo y sociedad [« Individual and Society »], Bogotá, Editorial Revista Colombiana, 1969 (LCCN 78473074)
- Mario Laserna Pinzón, Sociedad post-industrial y países sub-desarrollados [« Post-Industrial Society and Sub-Developed Countries »], Bogotá: Universidad de los Andes, Programa Alta Gerencia, c. 1970
- Mario Laserna Pinzón, Informe sobre las UPAC y sus incidencias sociales y económicas, Bogotá, Tall. Ed. de la Impr. Nacional de Colombia, 1974 (ISBN 958-601-074-0)
- Mario Laserna Pinzón, Bolívar, un euro-americano frente a la Ilustración : y otros ensayos de interpretación de la historia indo-iberoamericana [« Bolivar, A Euro-American Front to the Illustration: and Other Essays of Interpretation of the Latin-American History »], Bogotá, Ediciones Tercer Mundo, 1986 (ISBN 958-601-074-0)
- Mario Laserna Pinzón, Dos ensayos sobre la posibilidad de la historia: Carta de Heidelberg [« Two Essays about the Possibility of History: Letter of Heidelberg »], Bogotá, Ediciones Uniandes, 1999 (ISBN 958-695-030-1)
- Mario Laserna Pinzón, Reflexiones sobre la Revolución Científica del siglo XVII. [« Reflections on the Scientific Revolution of the 17th Century »], Bogotá, Universidad de los Andes, 2003 (ISBN 958-695-102-2)
- Mario Laserna Pinzón, La Crítica de la Razón Pura, Metalenguaje de la Ciencia. [« Review of Pure Reason, Metalanguage of Science »], Bogotá, Universidad de los Andes, 2004 (ISBN 958-695-136-7)